# Tanjung Raja (Tanjung Raja, Ogan Ilir)
Tanjung Raja is een bestuurslaag in het regentschap Ogan Ilir van de provincie Zuid-Sumatra, Indonesië. Tanjung Raja telt 5587 inwoners (volkstelling 2010).